# مورچه‌خورک پوزه‌دراز شرقی

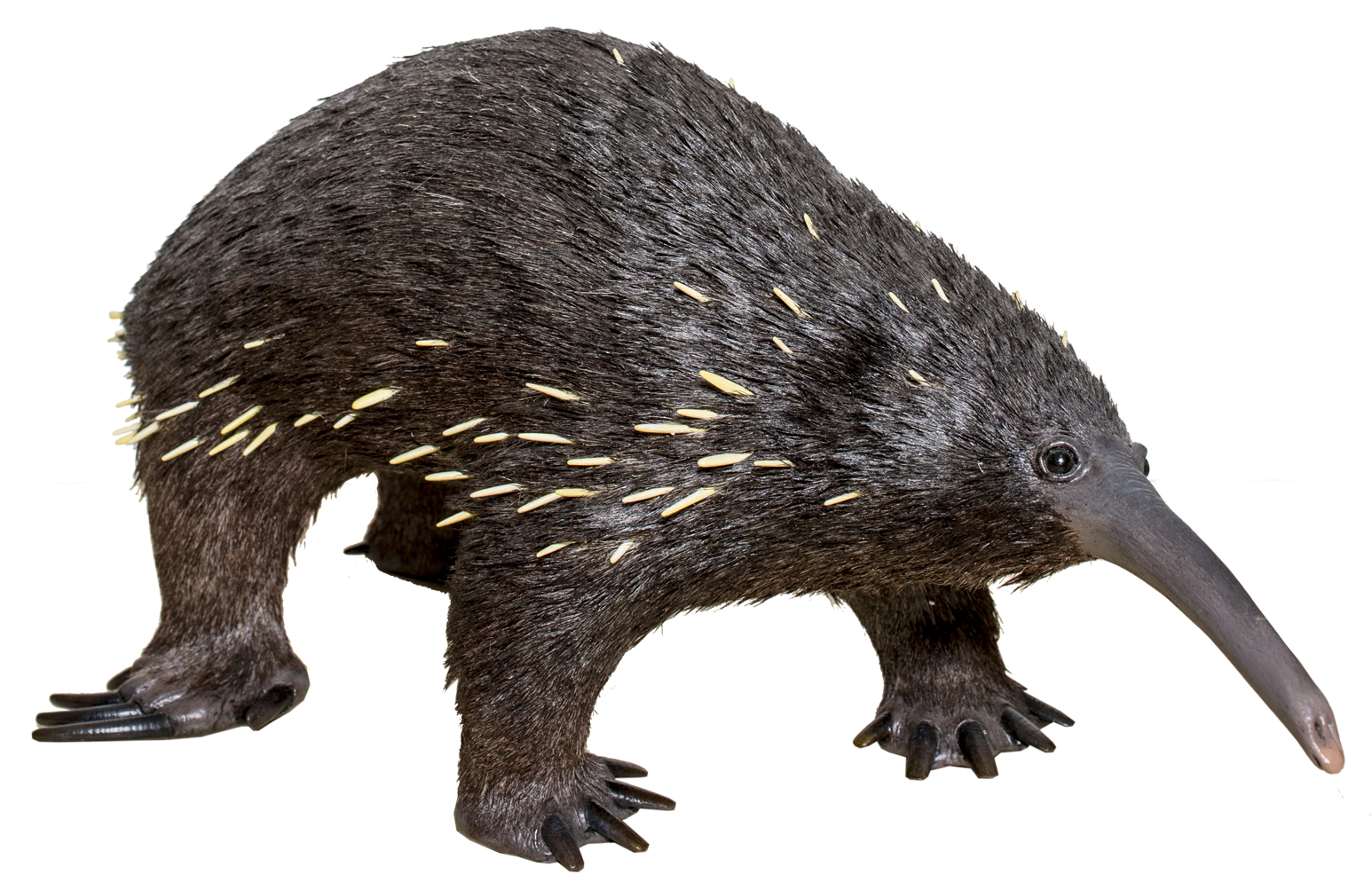
Zaglossus bartoni

مورچه‌خورک پوزه‌دراز شرقی (نام علمی: Zaglossus bartoni) نام یک گونه از سرده مورچه‌خورک پوزه‌دراز است.